# Powiat de Ząbkowice Śląskie
Le powiat de Ząbkowice Śląskie (en polonais powiat ząbkowicki) est un powiat appartenant à la Voïvodie de Basse-Silésie dans le sud-ouest de la Pologne.

## Division administrative
Le powiat comprend 7 communes.

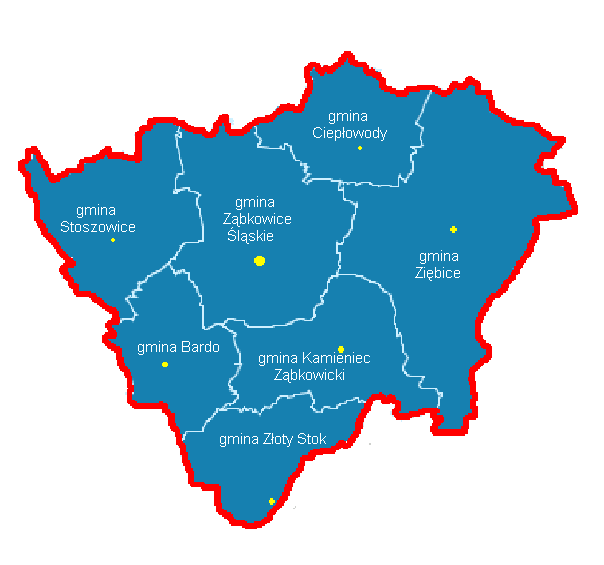
Communes du powiat de Ząbkowice Śląskie

- Communes urbaines-rurales : Bardo, Ząbkowice Śląskie, Ziębice, Złoty Stok

- Communes rurales : Ciepłowody, Kamieniec Ząbkowicki, Stoszowice